# Der Kreis (2000)
Der Kreis (persisch دايره, Dayereh) ist ein iranischer Spielfilm von Regisseur Jafar Panahi aus dem Jahre 2000.

## Handlung
Der Film spielt in Teheran. Er erzählt die Geschichte mehrerer Frauen, deren Wege sich im Laufe des Films kreuzen.
In einem Krankenhaus wird ein Kind geboren. Die Großmutter dieses Kindes erfährt, dass es ein Mädchen sei, obwohl während der Schwangerschaft festgestellt worden war, dass es ein Junge sein würde. Sie fürchtet um das Leben ihrer Tochter, verschweigt der Familie des Vaters die Neuigkeit und verschwindet aus dem Krankenhaus.
Auf der Straße läuft sie in zwei Frauen hinein, die aus dem Gefängnis entlassen worden sind. Sie beobachten ihre Freundin, die eine Kette verkaufen will, um mit dem Geld nach ihrer Heimatstadt weit weg von Teheran fahren zu können. Doch das Unterfangen misslingt und sie wird verhaftet.
Ihre beiden Freundinnen suchen nun einen anderen Weg, um an das Geld zu kommen. Doch eine Frau darf nicht ohne Zustimmung ihres Mannes reisen. Lediglich eine Studentin dürfte mit dem Bus in ihre Heimat allein zurückfahren. Doch Nargess kann sich nicht ausweisen.
Sie sucht ihre Freundin Pari auf, die sie auch aus dem Gefängnis kennt. Pari ist schwanger aus dem Gefängnis geflohen und flieht nun aus dem Haus ihres Vaters, um der Rache der Brüder zu entgehen. Sie möchte das Kind abtreiben, kann jedoch keinen Arzt finden, da sie die Erlaubnis des Vaters für die Abtreibung benötigt. Nun ist sie bereits im vierten Monat schwanger und letzte Hoffnung soll eine ehemalige Mitinsassin sein, die als Krankenschwester arbeitet und mittlerweile mit einem pakistanischen Arzt verheiratet ist.
Vor dem Krankenhaus beobachtet Pari eine Mutter mit ihrer fein herausgeputzten kleinen Tochter. Die Mutter verlässt ihr Kind und hofft, dass eine gute Familie sie aufnimmt. Sie hat dies bereits dreimal versucht, jedoch nie übers Herz gebracht. Diesmal gelingt es, und das Mädchen wird der Polizei übergeben.
Die Frau bleibt allein zurück, wird von einem Auto aufgenommen und fährt davon, aber der Fahrer entpuppt sich als ein Polizeioffizier. Als sie in eine Verkehrskontrolle kommen, steigt er aus und führt die Untersuchung eines Mannes, der mit einer Prostituierten unterwegs war. Der Freier darf letztlich weiterfahren, doch die Prostituierte kommt ins Gefängnis.
Bereits in der Zelle, trifft sie die anderen Frauen der Geschichte. Der Gefängniswärter verschließt die Lichtklappe, und es ist Dunkelheit. Der Kreis ist nun geschlossen.

## Hintergrund
Der Film erlebte seine Welturaufführung am 6. September 2000 als Beitrag des Wettbewerbes bei den Internationalen Filmfestspielen von Venedig. In Deutschland kam der Film im September 2001 in die Kinos. Im Iran durfte der Film nur in zwei Privatvorführungen gezeigt werden und ist seitdem verboten.

## Kritiken
- Lexikon des internationalen Films: Ein Tag im Leben von sechs jungen Frauen in Teheran, die versuchen, aus den frauendiskriminierenden Vorschriften auszubrechen, die schon bei der Geburt beginnen. Die nach Art eines losen Reigens verbundenen Schicksale werden unaufdringlich, realitätsnah und emotional fesselnd inszeniert, auch wenn der Regisseur die Zustände nur indirekt kritisiert.[1]

## Auszeichnungen
Der Film wurde bei den Internationalen Filmfestspielen von Venedig 2000 mit dem Goldenen Löwen ausgezeichnet. Auf dem Festival erhielt er mit dem FIPRESCI-Preis, dem Sergio Trasatti Award und dem UNICEF-Preis weitere hohe Auszeichnungen. Auf dem Filmfestival von San Sebastián ein Jahr später erhielt er den Grand Prix de la FIPRESCI (Film des Jahres).